# Titkok Kamrája
A Titkok Kamrája a Harry Potter regénysorozat egyik kiemelt helyszíne, a Roxfortban található. A kamrát Mardekár Malazár, az iskola egyik alapítója építette távozása előtt. Malazár szándéka az volt, hogy a kamra maradjon zárva, amíg el nem jön az ő méltó leszármazottja, aki megtisztítja az iskolát a mugli ivadékoktól. A kamrát csak olyan ember tudja kinyitni, aki beszéli a kígyók nyelvét, vagyis párszaszájú.
A Titkok Kamrája az első emeleti lányvécéből nyílik, ahol Hisztis Myrtle kísért.
A kamrát először Tom Rowle Denem nyitja ki hatodikos korában, 1943. június 13-án. Kiengedi a benne lakó baziliszkuszt, amely halálos pillantásával megöli Hisztis Myrtle-t. Tom Denem Rubeus Hagrid óriáspókjára fogja a gyilkosságot, ezért Hagridot elbocsátják az iskolából.
A kamrát másodszor 50 évvel később – Voldemort irányítása alatt – Ginny Weasley nyitja ki. Harry Potter lemegy a Titkok Kamrájába, hogy kiszabadítsa Ginnyt.
A hetedik kötetben Ron Weasley és Hermione Granger mennek le a kamrába a baziliszkuszfogakért, hogy meg tudják semmisíteni a maradék horcruxot.